# Министарство одбране Босне и Херцеговине
Министарство одбране Босне и Херцеговине је једно од девет заједничких министарстава на нивоу Босне и Херцеговине одговорно Савјету министара Босне и Херцеговине, надлежно за одбрану земље од унутрашњих и спољашњих пријетњи, али и за организовање Оружаних снага Босне и Херцеговине. На челу министарства се налази Зукан Хелез (СДП БиХ).

## Надлежности
Министарство одбране је надлежно за:
- стварање и одржавање одбрамбеног капацитета за обезбјеђење заштите суверенитета територијалног интегритета, политичке независности и међународног субјективитета Босне и Херцеговине
- заступање Босне и Херцеговине у међународним односима везаним за питање одбране
- надзор над свим субјектима Оружаних снага Босне и Херцеговине
- израда, преглед и ажурирање одбрамбене политике Босне и Херцеговине коју одобрава Предсједништво Босне и Херцеговине, а усваја Парламентарна скупштина Босне и Херцеговине
- израда и одобравање политика и прописа у погледу организације, администрације, обуке, опремања и употребе Оружаних снага Босне и Херцеговине
- обезбјеђивање да Босна и Херцеговина поштује међународне обавезе везане за питања одбране
- активирање јединица резервног састава за све операције, изузев планиране обуке
- размјештај или употреба било којег дијела Оружаних снага ван Босне и Херцеговине за све операције или активности обуке
- издавање инструкција начелнику Заједничког штаба Босне и Херцеговине за употребу или размјештање јединица Оружаних снага унутар Босне и Херцеговине за потребе које нису обука
- успостава поступка за одобравање војне помоћи цивилним властима у случају природних катастрофа и несрећа, по овлаштењима датим од Предсједништва Босне и Херцеговине,
- установљавање поступка који обезбјеђује транспарентност функција Министарства одбране Босне и Херцеговине
- остале законске надлежности